# Campeonato Mundial de Atletismo Sub-20 de 2018 - Arremesso de peso masculino
A prova do arremesso de peso masculino do Campeonato Mundial de Atletismo Sub-20 de 2018 ocorreu no dia 10 de julho no Estádio de Tampere em Tampere, na Finlândia. 

## Recordes
Antes desta competição, os recordes mundiais e do campeonato nesta prova eram os seguintes:
|     | Nome          | Nacionalidade | Distância | Local     | Data                 |
| --- | ------------- | ------------- | --------- | --------- | -------------------- |
| WJR | Jacko Gill    | Nova Zelândia | 23.00 m   | Auckland  | 18 de agosto de 2013 |
| CR  | Andrei Toader | Roménia       | 22.30 m   | Bydgoszcz | 19 de julho de 2016  |
| WJL | Kyle Blignaut | África do Sul | 21.65 m   | Boksburg  | 28 de abril de 2018  |

## Medalhistas
| Ouro                | Prata               | Bronze                    |
| Kyle Blignaut (RSA) | Adrian Piperi (USA) | Odysseas Mouzenidis (GRE) |

## Cronograma
Todos os horários são locais (UTC+2).
| Data        | Hora  | Evento       |
| ----------- | ----- | ------------ |
| 10 de julho | 09:10 | Qualificação |
| 10 de julho | 18:10 | Final        |

## Resultados

### Qualificação
Qualificação: 19,60 m (Q) ou pelo menos melhor 12 qualificado (q) 
| Posição | Grupo | Atleta                | Nacionalidade        | Tentativas | Tentativas | Tentativas | Marca | Notas           |
| Posição | Grupo | Atleta                | Nacionalidade        | 1          | 2          | 3          | Marca | Notas           |
| ------- | ----- | --------------------- | -------------------- | ---------- | ---------- | ---------- | ----- | --------------- |
| 1       | A     | Adrian Piperi         | Estados Unidos       | 21.42      |            |            | 21.42 | Q               |
| 2       | A     | Odysseas Mouzenidis   | Grécia               | 20.36      |            |            | 20.36 | Q               |
| 3       | B     | Aleh Tamashevich      | Bielorrússia         | 20.16      |            |            | 20.16 | Q,              |
| 4       | A     | Dzmitry Karpuk        | Bielorrússia         | 19.66      |            |            | 19.66 | Q               |
| 5       | B     | Kyle Blignaut         | África do Sul        | 19.60      |            |            | 19.60 | Q               |
| 6       | A     | Triston Gibbons       | Barbados             | 18.34      | 19.44      | x          | 19.44 | 'q              |
| 7       | B     | Aiden Harvey          | Austrália            | 18.34      | 19.39      | 19.22      | 19.39 | 'q              |
| 8       | B     | Jordan West           | Estados Unidos       | 18.75      | 19.19      | 19.20      | 19.20 | 'q              |
| 9       | A     | Ryan Ballantyne       | Nova Zelândia        | 18.62      | 18.61      | 19.03      | 19.03 | 'q              |
| 10      | B     | Eero Ahola            | Finlândia            | 18.93      | 18.71      | 19.02      | 19.02 | 'q              |
| 11      | A     | Alexander Kolesnikoff | Austrália            | 18.89      | 18.93      | x          | 18.93 | 'q              |
| 12      | A     | Artem Levchenko       | Ucrânia              | 18.54      | 18.91      | 18.48      | 18.91 | 'q,             |
| 13      | B     | Valentin Moll         | Alemanha             | x          | 18.89      | 18.45      | 18.89 |                 |
| 14      | A     | Ashish Bholothia      | Índia                | 16.94      | x          | 18.62      | 18.62 | Recorde pessoal |
| 15      | A     | Alperen Karahan       | Turquia              | 18.51      | 18.48      | x          | 18.51 |                 |
| 16      | B     | Iason Machairas       | Grécia               | 18.27      | x          | x          | 18.27 |                 |
| 17      | A     | Tadeáš Procházka      | Chéquia              | 18.17      | 18.10      | 17.24      | 18.17 |                 |
| 18      | B     | Bogdan Zdravković     | Sérvia               | 17.98      | 17.05      | x          | 17.98 |                 |
| 19      | A     | Timo Northoff         | Alemanha             | x          | 17.07      | 17.84      | 17.84 |                 |
| 20      | A     | Adrián Baran          | Eslováquia           | 17.73      | 17.41      | 17.81      | 17.81 |                 |
| 21      | B     | Nermin Štitkovac      | Bósnia e Herzegovina | 17.17      | 17.36      | 17.62      | 17.62 |                 |
| 22      | B     | Fred Moudani-Likibi   | França               | 17.23      | 17.21      | 16.98      | 17.23 |                 |
| 23      | B     | Yeo Jin-seong         | Coreia do Sul        | x          | x          | 17.05      | 17.05 |                 |
| 24      | A     | Alessandro Pace       | Itália               | 16.72      | 16.70      | 16.95      | 16.95 |                 |
| 25      | B     | Motaz El Gohary       | Egito                | 16.62      | 16.83      | 16.57      | 16.83 |                 |
| 26      | B     | Nick Palmer           | Nova Zelândia        | x          | x          | 16.82      | 16.82 |                 |

### Final
A prova final foi realizada no dia 10 de julho às 18:10. 
| Posição           | Atleta                | Nacionalidade  | Tentativas | Tentativas | Tentativas | Tentativas | Tentativas | Tentativas | Marca | Notas           |
| Posição           | Atleta                | Nacionalidade  | 1          | 2          | 3          | 4          | 5          | 6          | Marca | Notas           |
| ----------------- | --------------------- | -------------- | ---------- | ---------- | ---------- | ---------- | ---------- | ---------- | ----- | --------------- |
| Medalha de ouro   | Kyle Blignaut         | África do Sul  | 20.89      | 21.12      | 20.87      | 20.61      | 22.07      | 21.18      | 22.07 | WJL, AJF        |
| Medalha de prata  | Adrian Piperi         | Estados Unidos | 20.73      | 20.83      | 21.01      | 20.89      | 22.06      | 21.58      | 22.06 | AJM             |
| Medalha de bronze | Odysseas Mouzenidis   | Grécia         | x          | 20.59      | 21.07      | 20.84      | x          | x          | 21.07 | NJR             |
| 4                 | Dzmitry Karpuk        | Bielorrússia   | 19.01      | 20.84      | 20.20      | x          | x          | x          | 20.84 |                 |
| 5                 | Aleh Tamashevich      | Bielorrússia   | 20.37      | x          | x          | 19.09      | 19.93      | x          | 20.37 | Recorde pessoal |
| 6                 | Jordan West           | Estados Unidos | 19.86      | 19.69      | x          | x          | x          | x          | 19.86 |                 |
| 7                 | Aiden Harvey          | Austrália      | 18.17      | 19.48      | 19.08      | 19.17      | 19.13      | 19.85      | 19.85 | Recorde pessoal |
| 8                 | Ryan Ballantyne       | Nova Zelândia  | 18.89      | 19.39      | x          | 19.25      | x          | x          | 19.39 |                 |
| 9                 | Artem Levchenko       | Ucrânia        | 19.24      | x          | 18.97      | -1 !       | -1 !       | -1 !       | 19.24 | Recorde pessoal |
| 10                | Eero Ahola            | Finlândia      | 19.23      | 18.85      | 18.85      | -1 !       | -1 !       | -1 !       | 19.23 |                 |
| 11                | Alexander Kolesnikoff | Austrália      | 18.17      | 18.28      | x          | -1 !       | -1 !       | -1 !       | 18.28 |                 |
| 12                | Triston Gibbons       | Barbados       | x          | 17.71      | 18.02      | -1 !       | -1 !       | -1 !       | 18.02 |                 |

Legenda
| Recorde mundial       | Recorde mundial (World record)               |                       | Recorde africano                      | Recorde africano (African) |                                           | Q | Classificado por posição (Qualified) |
| Recorde do campeonato | Recorde do campeonato (Championship record)  | Recorde da América    | Recorde da América (Americas)         | q                          | Classificado por melhor tempo (Qualified) |   |                                      |
| Melhor marca do ano   | Melhor marca do ano (World leading)          | Recorde asiático      | Recorde asiático (Asian)              | DNS                        | Não largou (Did not start)                |   |                                      |
| Recorde nacional      | Recorde nacional (National record)           | Recorde europeu       | Recorde europeu (European)            | DNF                        | Não terminou (Did not finish)             |   |                                      |
| Recorde pessoal       | Recorde pessoal do atleta (Personal best)    | Recorde da Oceania    | Recorde da Oceania (Oceania)          | DSQ / DQ                   | Desclassificado (Disqualified)            |   |                                      |
| Recorde da temporada  | Recorde da temporada do atleta (Season best) | Recorde sul-americano | Recorde sul-americano (South America) | NM                         | Sem marca (No mark)                       |   |                                      |